# 狙击手：幽灵战士2
《狙击手：幽灵战士2》是由波兰City Interactive公司开发的一款第一人称射击游戏。游戏主要以反恐作战和任务为故事背景，但并不包含任何真实的历史事件。游戏PC版本的国外上市日期为2013年3月15日。游戏使用的是与《末日之戰2》相同的CryEngine 3引擎。

## 游戏剧情
《狙击手：幽灵战士2》以退役的三角洲部队狙击手Cody Anderson上尉为主角，延续了1代的剧情，不断辗转于世界各地，通过远距离狙击的方式消灭敌人，并完成以攻击、营救或窃取情报等不同的反恐作战任务，随着剧情的展开，将一个个危险的阴谋逐步揭露，最终将幕后主使绳之以法。

## 游戏特色
为了提高现实游戏体验，制作组开发了一种名为“弹道轨迹”的系统，在游戏中必须要考虑游戏世界中的风向和重力对射击的子弹准确性的影响。同样地，茂密的丛林也为玩家的隐蔽狙击提供了屏障，而其他组员也可以客串“侦查员”，来指明目标的详细位置。玩家必须控制狙击手的呼吸频率，以便提高射击准确度。

## DLC
- 狙击手：幽灵战士2：雪色打击（Siberian Strike）
- 狙击手：幽灵战士2：世界猎手（World Hunter Pack）